# محطة قطار سحقي احمد
محطة سحقي احمد هي محطة سكة قطار جزائرية تقع في إقليم بلدية صالح بوشاور ، ولاية سكيكدة .

## موقع في السكك الحديدية
تقع المحطة بمنطقة سحقي احمد شمال بلدية صالح بوالشعور على خط الجزائر-سكيكدة حيث تسبقها محطة صالح بوالشعور وتتبعها محطة رمضان جمال .

## خدمة الركاب

### خدمة
تخدم محطة سحقي احمد القطارات الإقليمية للاتصالات:
- قسنطينة - سكيكدة  ؛
- قسنطينة - جيجل  .

## أنظر أيضا

### مقالات ذات صلة
- خط من الجزائر إلى سكيكدة
- قائمة محطات القطارات في الجزائر

### رابط خارجي
- "SNTF". Société nationale des transports ferroviaires (SNTF). مؤرشف من الأصل في 2025-06-02..

قالب:Desserte gare/début
قالب:Desserte gare
قالب:Desserte gare
قالب:Desserte gare/fin